# Экономический подход
Экономи́ческий подход — один из ортодоксальных, с точки зрения психоанализа, теоретических (метапсихологических) взглядов на функционирование и принципы работы психики человека. Данный подход, наряду с топографическим и динамическим, был сформулирован Зигмундом Фрейдом в конце XIX века в ходе совместной работы с Йозефом Брейером над разработкой катартического метода психотерапии.
Теоретическая предпосылка экономического подхода строится на утверждении, что любая психологическая активность может быть выражена в терминах психической энергии, доступной (и требуемой) для этих процессов; экономический подход описывает распределение энергии и количества возбуждения внутри психического аппарата, а также служит для описаний катексисов. Экономический взгляд на психику понимает её в качестве системы, управляемой энергией инстинктов, а различия между сознательной (эго) и бессознательной (ид) областями понимаются через призму различий в уровне и форме распределения энергии между этими областями.
Согласно экономическому подходу, распределение энергии рассматривается в контексте её конечного объекта, источника и уровня напряжения. По определению Борнесса Мура и Бернарда Файна данный подход постулирует: «внутри психики действуют и отличные от интенциональности законы». Примером экономической точки зрения является концепция защитного механизма сублимации.